# Osakeyhtiö
Osakeyhtiö (phát âm tiếng Phần Lan: [ˈosɑkeˌʔyhtiø]; "Công ty cổ phần"), thường được viết tắt là Oy (phát âm [ˈoːˌʔyː]), là thuật ngữ chỉ một công ty trách nhiệm hữu hạn của Phần Lan (ví dụ: Ltd, LLC hay GmbH). Còn theo thuật ngữ tiếng Thụy Điển là aktiebolag, thường được viết tắt (ở Phần Lan) thành Ab, còn chữ viết tắt theo tiếng Thụy Điển đôi khi được viết như sau: Ab Company Oy, Oy Company Ab, hoặc Company Oy Ab. Các chữ viết tắt đã được tạo theo nhiều kiểu cách khác, chẳng hạn như Oy, OY, O.Y. hoặc thậm chí là O/Y. Dạng viết tắt trong tiếng Anh là Ltd.

## Julkinen osakeyhtiö
Julkinen osakeyhtiö (pl. julkiset osakeyhtiöt) có nghĩa là "công ty cổ phần (đại chúng)" và được viết tắt là oyj (phát âm [ˈoːˌʔyːˌjiː]). Một julkinen osakeyhtiö có thể được niêm yết trên Sở Giao dịch Chứng khoán Helsinki. Thuật ngữ tương tự trong tiếng Thụy Điển là Abp (publikt aktiebolag). Một oyj có thể được gọi là Công ty trách nhiệm hữu hạn đại chúng hoặc công ty đại chúng bằng tiếng Anh và có thể sử dụng chữ viết tắt là PLC hoặc thuật ngữ công ty trong tên tiếng Anh của công ty, ví dụ như: Remedy Entertainment, Kone Corporation và Nokia Corporation.

## Các loại hình liên quan của các công ty Phần Lan
- Avoin yhtiö, ay, Thành viên hợp danh
- Kommandiittiyhtiö, abbreviated ky, Doanh nghiệp hợp danh hữu hạn
- Rekisteröity yhdistys, abbreviated ry, Hiệp hội đã đăng ký (tiếng Thụy Điển: Registrerad förening, viết tắt rf)